# 멋진 인생 (1972년 영화)
멋진 인생은 1972년 공개된 대한민국의 영화이다.

## 배역
- 남궁원
- 신성일
- 전계현
- 박지영
- 허장강
- 이대엽
- 김희라
- 독고성
- 최불암
- 문오장
- 최성호
- 김석훈
- 김무영
- 박기택
- 김영인
- 박동룡
- 김문주